# Joschka Fischer
Joseph Martin „Joschka” Fischer (ur. 12 kwietnia 1948 w Gerabronn) – niemiecki polityk, były wicekanclerz Republiki Federalnej Niemiec oraz były minister spraw zagranicznych w czerwono-zielonej koalicji rządowej kanclerza Gerharda Schrödera. Był jednym z liderów niemieckiej partii Sojusz 90/Zieloni. Według sondażu opinii publicznej był najbardziej popularnym politykiem niemieckim.
W 2002 „Gazeta Wyborcza” wyróżniła Fischera tytułem Człowieka Roku. Laudację na cześć laureata wygłosił minister spraw zagranicznych Włodzimierz Cimoszewicz.

## Młodość i wykształcenie
Urodził się w Gerabronn w Badenii-Wirtembergii jako trzecie dziecko w rodzinie. Jego ojciec był rzeźnikiem, który wyemigrował z Węgier do Niemiec w 1946, kiedy to wojska sowieckie rozpoczęły okupację tego kraju. Jego imię Joschka jest przekształconym węgierskim imieniem Jóska, które jest zdrobnieniem od Józef (węgierskie József). Jako chłopiec w 1965 porzucił gimnazjum w Stuttgarcie i przez rok zajmował się fotografią, po czym pracował jako listonosz i zajmował się malarstwem.

## Polityka

### Okres radykalizmu
W 1967 został aktywistą niemieckiego ruchu studenckiego, który organizował protesty na ulicach miast. W tym czasie podjął studia we Frankfurcie nad Menem nad naukami i poglądami Karola Marksa, Mao Zedonga i Georga Hegla. W 1968 został członkiem skrajnie lewicowej organizacji o nazwie Revolutionärer Kampf (z niem. Walka Rewolucyjna), w której pozostał do 1975. Przez te lata wielokrotnie miał do czynienia z policją w czasie manifestacji i protestów. W 1971 rozpoczął pracę w fabryce samochodów Opel w Rüsselsheim, jednak po 6 miesiącach został z niej zwolniony pod zarzutem nawoływania do strajków. Od 1976 do 1981 pracował jako taksówkarz oraz w lokalnej gazecie.

### Sojusz 90/Zieloni

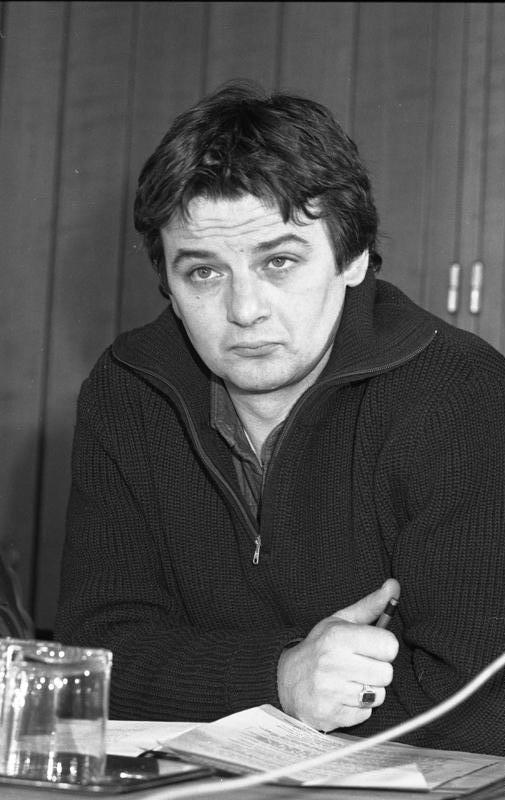
Joschka Fischer w 1983

Pod koniec lat 70. odżegnał się od politycznego radykalizmu i w 1981 zapisał się do niemieckiej partii Sojusz 90/Zieloni (Bündnis 90/Die Grünen). Od 1983 do 1985 był deputowanym partii do Bundestagu. Zyskał sobie wówczas miano człowieka z wielką charyzmą. W 1985 zaangażował się bardziej w politykę lokalną landu Hesja i został pierwszym ministrem partii Zielonych odpowiedzialnym za środowisko i energię w pierwszym w historii Niemiec lokalnym rządzie koalicji czerwono-zielonej (SPD-Sojusz 90/Zieloni). Funkcję sprawował do lutego 1987, kiedy to sojusz się rozpadł. Znany stał się wówczas z tego, że zajmując poważne stanowisko, chodził w startych tenisówkach. Obecnie jego buty znajdują się w Muzeum Historii Niemiec w Bonn.
Ponownie został ministrem środowiska i energetyki w 1991 i sprawował tę funkcję do 1994 r. Dodatkowo pełnił funkcję wicepremiera landu Hesja. W 1994 zrezygnował z funkcji ministerialnej i został deputowanym do Bundestagu. Wówczas wybrano go na współprzewodniczącego frakcji Sojusz 90/Zieloni w parlamencie i jednocześnie powierzono mu funkcję rzecznika.
W 1995 w czasie wojny w Bośni poparł międzynarodowe działania NATO, które miały na celu uspokojenie sytuacji na Bałkanach.

### Szef dyplomacji
W wyniku wygranych przez Niemiecką Partię Socjaldemokratyczną (SPD) wyborów w Niemczech, 27 września 1998 utworzony został rząd kanclerza Gerharda Schrödera, pierwszy w historii Niemiec rząd składający się z członków partii SPD i Sojusz 90/Zieloni. Funkcje wicekanclerza i ministra spraw zagranicznych otrzymał Joschka Fischer.
W 1998 jako szef dyplomacji poparł interwencję wojsk NATO w Kosowie, co wywołało oburzenie w środowisku politycznym Zielonych, ze względu na pacyfistyczne nastawienie tej partii do wszelkich konfliktów. Podobna sytuacja miała miejsce po zamachach na Waszyngton i Nowy Jork 11 września 2001, kiedy to doszło do ataku na Afganistan. Sprzeciwił się natomiast interwencji wojsk międzynarodowych w Iraku w 2003 r. Krytycy polityki Fischera uważali, że jego działania mijały się z pierwotnymi celami partii Zielonych, a wielu działaczy na znak protestu opuściło szeregi partii.

### Afera wizowa

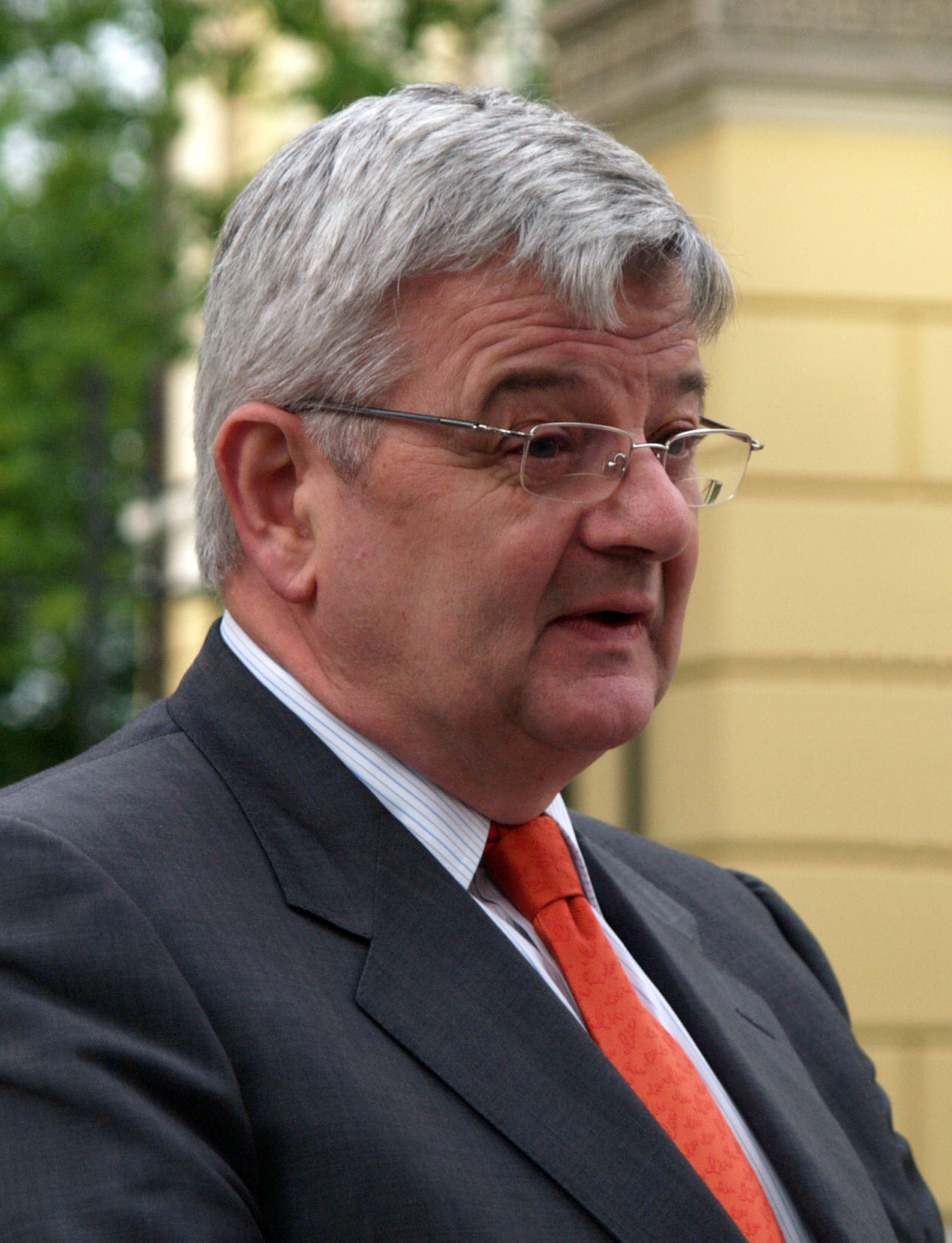
Joschka Fischer, 2006

W 2005 był głównym bohaterem afery, którą niemieckie media nazwały aferą wizową. Na jaw wyszło, że w ministerstwie spraw zagranicznych dochodziło do masowych nadużyć systemu wydawania wiz w konsulatach niemieckich, głównie w krajach Europy Wschodniej (Ukraina, Rosja, Mołdawia). Z tego powodu Fischer był głównym świadkiem, którego przesłuchiwała komisja śledcza Bundestagu (Untersuchungsausschuss).

### Działalność biznesowa
W 2009 rozpoczął pracę jako konsultant spółki Nabucco, prowadzącej budowę rurociągu gazowego z okolic Morza Kaspijskiego do Europy.

## Życie prywatne
29 października 2005 poślubił młodszą o 28 lat córkę opozycjonisty irańskiego Minu Barati, z którą związany jest od 2003 r. Jego dotychczasowe cztery małżeństwa: z Edeltraud (1967–1984), Inge (1984–1987), Claudią (1987–1999) i Nicolą (1999–2003) się rozpadły.

## Odznaczenia
- Order Wolności (Kosowo, 2004)[4]
- Order Krzyża Ziemi Maryjnej I klasy (Estonia, 2010)[5]